# Neoneura myrthea
Neoneura myrthea – gatunek ważki z rodziny łątkowatych (Coenagrionidae). Występuje na terenie Ameryki Południowej.